# San Andrés de Cuerquia
San Andrés de Cuerquia es un municipio colombiano situado en la zona norte del departamento de Antioquia de ese país. Limita por el norte con los municipios de Toledo, Briceño y Yarumal, por el este con Yarumal, por el sur con los municipios de Santa Rosa de Osos, San José de la Montaña y Liborina y por el oeste con el municipio de Sabanalarga.

## Toponimia
Cuerquia, por honrar el nombre de las tribus “Cuerquías”, indígenas nativos de la estrecha ladera del río San Andrés.

## Historia
Por los días de su fundación, al lado de un llamado río San Andrés en esta región, las inmediaciones de este distrito estaban habitadas por indios Nutabes gobernados por el Cacique Guarcama, muy mencionado en las crónicas de la época, y guerrero recordado también por su fiereza y habilidad para los negocios.
Las andanzas conquistadoras del capitán español Andrés de Valdivia lo habían impulsado a sojuzgar esta zona del norte antioqueño, y fue así como llegó a este territorio al mando de su tropa en el año de 1574. Valdivia entró en combate con el cacique Guarcama y perdió la vida salvajemente a manos del mismo. Su cabeza fue exhibida en maderos durante un buen tiempo, al lado de las cabezas de varios de sus soldados. El entonces Gobernador de la Provincia envió como consecuencia a la región un ejército enorme que terminó masacrando a la tribu de Guarcama en vista de la superioridad tecnológica -que no en arrojo-, de los ibéricos.
A la llegada de los españoles, estas tierras estaban ocupadas por caciques de mucho rango entre los Nutabes y Tahamíes.
En la época, la región fue recorrida por el capitán Don Andrés de Valdivia, primer gobernador de la provincia de Antioquia, Este organizó una expedición hacia el curso medio del río Cauca. El capitán español Don Bartolomé Sánchez Torreblanca indispuso a los indígenas en contra del gobernante español, quien fue ultimado por el cacique Quimé en el año de 1576. El lugar donde ocurrió los hechos lleva el nombre de La Matanza.
Transcurridos muy pocos años después de la muerte de Valdivia, Don Gaspar de Rodas aplicó una fiera venganza por parte del reino español y todos los indígenas, en especial los del Valle de Guarcama fueron exterminados sin piedad.
El gobernador de la provincia de Popayán adjudicó estas tierras al oficial español Don Francisco López de Rúa en el año de 1582, quien fundó un pueblo en el Valle de Guarcama donde fue muerto Valdivia, al cual llamó San Andrés de Cauca en honor al capitán asesinado y a las aguas que pasan cerca al lugar.
El 25 de enero de 1793 hubo un incendio que había abrasado todo el poblado, perdiéndose su importancia, ya que era el paso obligado a Mompóx y la costa Atlántica. En este lugar fue creada la parroquia de San Andrés, en el año de 1761. En el año de 1822 ya tenía la categoría de municipio.
El 13 de junio de 1853 fue trasladado del Valle de Guarcama al sitio actual.  El primer nombre a la hora del traslado se llamó Calcedonia por iniciativa del sabio Caldas y luego; en 1860, se denominó Pabón en honor al gobernador quién dio la ordenanza del traslado. La cámara provincial de Antioquia dio la ordenanza 11 del 14 de noviembre de 1854, el cual le asignan a la cabecera el nombre de Pabón y no Cuerquia. Pero, poco después, como una recompensa a su historia, cambió definitivamente por el nombre de San Andrés de Cuerquia.
Los señores Baldomero y Pedro José Jaramillo, naturales de Rionegro, auspiciados por el Pbro. Domingo Antonio Angarita Mendoza, fueron los fundadores de este nuevo poblado en el año de 1853, cambiándole de nombre y de lugar. En 1856, se le dio la categoría de Municipio. Al inicio del siglo pasado, San Andrés de Cuerquia había recuperado buena parte de su antigua importancia, gracias a la fertilidad de sus laderas muy propicias para todo tipo de cultivos.

## Geografía
El municipio se encuentra ubicado al lado del río San Andrés. Nació en el Valle de Guarcama como resultado de una fundación realizada en honor del conquistador Andrés de Valdivia, entre dos empinadas laderas de la Cordillera Central colombiana. 
Posee clima Templado y es cafetero por excelencia, sus mayores atractivos son el templo del Santo Cristo y las quebradas, ríos y cascadas que forman bellos paisajes y que son visitados por turistas, pues posibilitan viajes entre la naturaleza de la región".

## División Político-Administrativa
Aparte de su Cabecera municipal. San Andrés de Cuerquia está compuesto por las veredas:
Aguacatal, Alto Seco, Atezal, Cañaduzales, Cruces, El Barro, El cántaro, El Filo, El Morro, El Peñol, El Roble, El Vergel, La Chorrera, La Ciénaga, La Cordillera, La Lejía, Llanadas, Loma Grande, Media Loma, Montaña Dentro, Montebello, San Antonio, San Julián, San Miguel, Santa Gertrudis, Travesías.

## Generalidades
- Fundación: 13 de junio de 1761
- Erección en municipio: 1856
- Fundadores: Presbítero Domingo Antonio Angarita y los Señores Baldomero y Pedro José Jaramillo
- Apelativo: Cofrecito encerrado entre montañas.

Ha tenido también los nombres de Calcedonia, San Andrés del Cauca, Pabón y Cuerquia.

## Demografía
- Población Total: 7 235 habitantes (2018).[2]
- Población Urbana: 2 848
- Población Rural: 4 387

Al municipio pertenecen las veredas de Montañadentro, San Miguel, La Chorrera, La Cordillera, El Roble, el Barro, Aguacatal, Alto Seco, Cañaduzales, El Cántaro, Santa Gertrudis, Travesías, Loma Grande, San Antonio, Las Cruces, Cruces Arriba, La Ciénaga, La Lejía, Atezal, El Vergel, Media Loma, Loma del Indio, el Filo, Montebello, San Julián, Santa Gertrudis y Travesías entre otras.
De acuerdo con la corporación Vistas, de Medellín, "es un municipio de clima templado encerrado entre las montañas verdes del Norte de Antioquia. Cafetero por excelencia, sus mayores atractivos son las quebradas, ríos y cascadas que forman bellos paisajes y que son visitados por turistas, pues posibilitan viajes entre la naturaleza de la región".

## Economía
Los más fundamentales productos económicos son la caña de azúcar, el café, los frutales, el ganado de engorde y lechero y las aves de corral. 
El municipio cuenta en otros campos con destacadas reservas hidrografícas y numerosas caídas de agua, lo cual se constituye en una de sus principales riquezas naturales.
Turismo Religioso enfocado en la visitas guiadas al Templo del Santo Cristo Milagros de San Andrés de Cuerquia. 
Actualmente, se encuentra en construcción la hidroeléctrica Ituango cerca al municipio; será una de las represas más grandes de Latinoamérica y ha permitido en los últimos cinco años una fuente de ingresos adicional para sus habitantes.
Microcentral PCH La Chorrera.
Café tostado.

## Fiestas
- Fiestas de la Virgen del Carmen, 16 de julio.
- Festival de la Cometa, 8 de agosto.
- Fiestas del Santo Cristo, 14 de septiembre, las más importantes del municipio.
- Fiestas de la Institución educativa San Andrés, 14 de noviembre.
- Fiestas Cuerqueñas, varía de acuerdo a programación de la administración municipal.

## Gastronomía
Típicos de la población son:
- Cafe Bar "Camino Rial", cafe orgánico, licores, cocteles, con el amigo Ferney (Teléfono 3235946699)
- En panadería: panderos, pandeyucas y mantecadas.
- Ronsoli: vino con agua caliente y azúcar más un toque secreto.
- Cocina típica paisa.

## Sitios de interés y patrimonio histórico
- Piedra del Encanto, zona de investigaciones arqueológicas
- El Guacamayo, reserva Natural
- Salto de La Chorrera, caída de aproximadamente 100 metros de altura, rodeada de grandes bosques en una zona de gran belleza paisajística.
- Casa La Ciénaga, edificación antigua construida a mediados del siglo XVIII. Sirvió como sitio de encuentro e intercambio de productos de los comerciantes del Occidente y del Norte antioqueño.
- Piedras El Pilón, sitio de gran interés arqueológico, labradas por los indígenas.
- Río San Andrés, con aguas aptas para la recreación y para la generación de energía. La pesca es una de las actividades que más se desarrollan allí.
- Cerro Morrogacho (El Barro) y Sepultura, principal mirador natural del municipio. En este lugar se realiza el Festival de la Cometa en el mes de agosto, donde se aprovecha la fuerza del viento.
- Piedra del Encanto, por años un sitio de investigación arqueológica, en especial en búsqueda de vestigios de la familia indígena Nutabe, a la que perteneció el aguerrido cacique Guarcama, que se enfrentó hasta morir con los conquistadores españoles.
- Balneario de Taque, ideal para camping; las turbulentas aguas del río San Andrés toman reposo antes de desembocar en el río Cauca.
- Cascada y Balneario de la quebrada Santa Inés.
- Santuario del Santo Cristo. Fue construida en los años 1950.
- Iglesia de San Andrés, con una sola nave y dos capillas auxiliares que se utilizan para el sagrario y el bautisterio.
- Centro Recreativo de San Andrés, ubicado en el Barrio La Mayoría.